# Alberto Maria Careggio
Alberto Maria Careggio, oppure Albert-Marie Careggio (Mazzè, 7 novembre 1937), è un vescovo cattolico italiano, dal 25 gennaio 2014 vescovo emerito di Ventimiglia-San Remo.

## Biografia
Nasce a Tonengo, frazione di Mazzè, allora in provincia di Aosta, nella diocesi di Ivrea, il 7 novembre 1937, da Giuseppe e Giuseppina Valle Biglia, canavesani trasferitisi ad Aosta. Lavora come operaio nello stabilimento siderurgico "Cogne" dal 1952 al 1956.

### Formazione e ministero sacerdotale

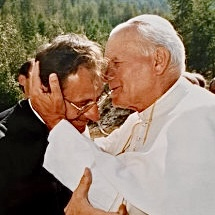
Don Alberto Maria Careggio in un abbraccio paterno con Giovanni Paolo II, il 16 luglio 1990

Nel 1956 entra nel seminario di Aosta.
Il 26 giugno 1966 è ordinato presbitero dal vescovo Maturino Blanchet per la diocesi di Aosta.
Dopo l'ordinazione presta servizio nella parrocchia di san Lorenzo, fino al 1970, quando è nominato vicerettore del seminario diocesano. È parroco di Challand-Saint-Victor dal 1973 al 1982, quando viene nominato canonico della collegiata dei Santi Pietro e Orso; sempre nel 1982 dirige, per alcuni mesi, il settimanale diocesano Il Corriere della Valle d'Aosta. Nel 1988 viene nominato cancelliere vescovile.
Dal 1989 organizza le vacanze estive di papa Giovanni Paolo II in Valle d'Aosta.
Nell'estate del 1991, in occasione del suo 25º anniversario di ordinazione sacerdotale, celebra la messa alla presenza del Santo Padre.
È presidente d'onore dell'Académie Saint-Anselme.

### Ministero episcopale

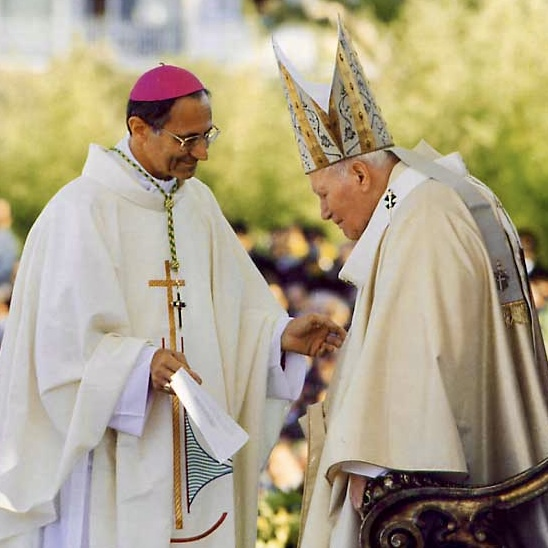
Mons. Alberto Maria Careggio con Giovanni Paolo II durante la visita pastorale alla diocesi di Chiavari, il 19 settembre 1998

Il 4 agosto 1995 papa Giovanni Paolo II lo nomina vescovo di Chiavari; succede a Daniele Ferrari, dimessosi per raggiunti limiti di età. Il 24 settembre successivo riceve l'ordinazione episcopale, nella cattedrale di Nostra Signora dell'Orto a Chiavari, dall'arcivescovo Dionigi Tettamanzi (poi cardinale), co-consacranti i vescovi Giuseppe Anfossi e Daniele Ferrari. Durante la stessa celebrazione prende possesso della diocesi.
Il 29 settembre 1996 riceve la cittadinanza onoraria dal comune di Challand-Saint-Victor per lo zelo pastorale, il senso delle tradizioni e l'identificazione con la comunità che hanno caratterizzato il suo ministero di parroco.
Il 19 settembre 1998 accoglie il pontefice in visita pastorale alla diocesi di Chiavari.
Il 20 marzo 2004 papa Giovanni Paolo II lo nomina vescovo di Ventimiglia-San Remo; succede a Giacomo Barabino, dimessosi per raggiunti limiti di età. Il 9 maggio seguente prende possesso della diocesi, nella cattedrale di Santa Maria Assunta a Ventimiglia.
Il 25 gennaio 2014 papa Francesco accoglie la sua rinuncia, presentata per raggiunti limiti di età; gli succede Antonio Suetta, del clero di Albenga-Imperia. Rimane amministratore apostolico della diocesi fino all'ingresso del successore, avvenuto il 9 marzo seguente.
Il 23 febbraio 2025, in occasione del 30º anniversario della sua ordinazione episcopale, riceve dalla Regione autonoma Valle d'Aosta l'onorificenza di Chevalier de l'autonomie, mentre il 28 marzo seguente, in occasione del 20º anniversario della morte di san Giovanni Paolo II, riceve la cittadinanza onoraria dal comune di Introd per aver donato a questa comunità, che per dieci anni ha accolto il papa per le vacanze estive, una reliquia ex sanguinis del Santo Padre. Durante la cerimonia dona inoltre il suo pastorale, scolpito dallo scultore valdostano Giovanni Thoux nel 1995. Il 4 aprile, è relatore nel convegno Totus Tuus, organizzato dalla Regione autonoma Valle d'Aosta, per rendere omaggio alla figura del pontefice.

## Genealogia episcopale
La genealogia episcopale è:
- Cardinale Scipione Rebiba
- Cardinale Giulio Antonio Santori
- Cardinale Girolamo Bernerio, O.P.
- Arcivescovo Galeazzo Sanvitale
- Cardinale Ludovico Ludovisi
- Cardinale Luigi Caetani
- Cardinale Ulderico Carpegna
- Cardinale Paluzzo Paluzzi Altieri degli Albertoni
- Papa Benedetto XIII
- Papa Benedetto XIV
- Papa Clemente XIII
- Cardinale Enrico Benedetto Stuart
- Papa Leone XII
- Cardinale Chiarissimo Falconieri Mellini
- Cardinale Camillo Di Pietro
- Cardinale Mieczysław Halka Ledóchowski
- Cardinale Jan Maurycy Paweł Puzyna de Kosielsko
- Arcivescovo Józef Bilczewski
- Arcivescovo Bolesław Twardowski
- Arcivescovo Eugeniusz Baziak
- Papa Giovanni Paolo II
- Cardinale Carlo Maria Martini, S.I.
- Cardinale Dionigi Tettamanzi
- Vescovo Alberto Maria Careggio

## Opere
- Alberto Maria Careggio, Aurelia D'Isola, Don Alfonso Commod. Sui sentieri di Dio., Musumeci editore, 1980, ISBN 978-88-7032-083-1.
- Alberto Maria Careggio, Le Clergé valdôtain de 1900 à 1984, Tipografia Valdostana, 1985, OCLC 38265939.
- Alberto Maria Careggio, Santi della Valle d'Aosta, Romano Canavese, Priuli-Verlucca, 1987.
- Gianni Masi, Alberto Maria Careggio, Souvenir de la Vallée d'Aoste, Aosta, 1988.
- Alberto Maria Careggio, La religiosità popolare in Valle d'Aosta, 1995.
- Alberto Maria Careggio, Giovanni Paolo II. L'uomo delle alte vette, Le Mani-Microart'S, 2006, ISBN 978-88-8012-589-1.
- Nel 1992 collabora alla stesura dell'apparato critico del «Grande Messale festivo di Giorgio di Challant»

## Galleria d'immagini

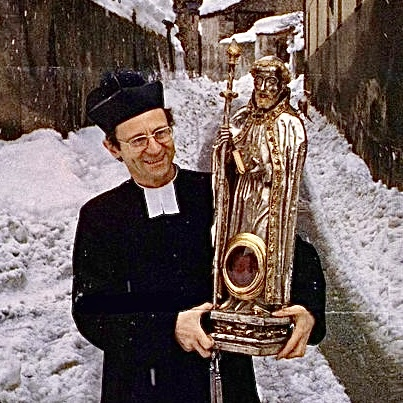
Il canonico Alberto Maria Careggio con il reliquiario di sant'Orso, agli inizi degli anni Ottanta
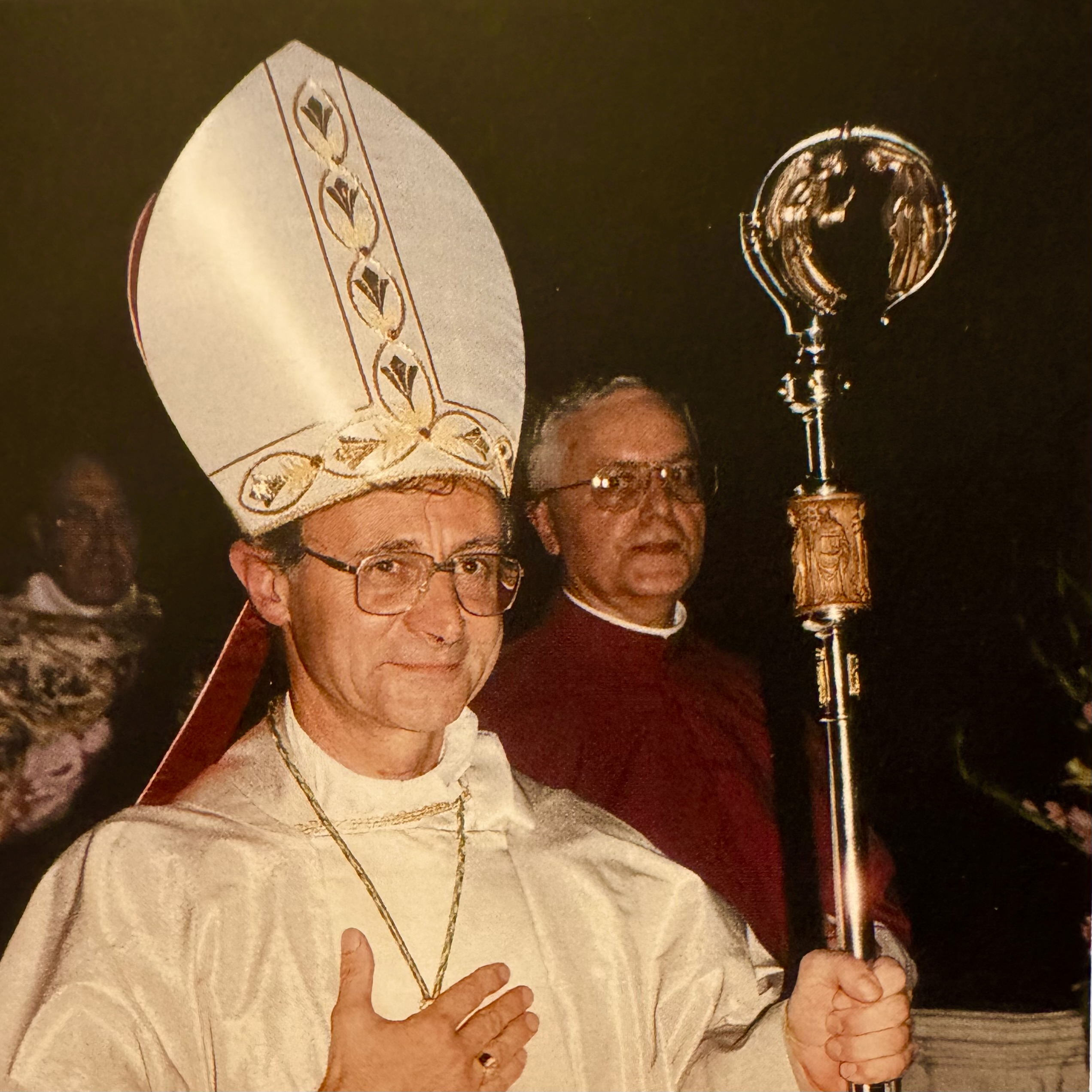
Mons. Alberto Maria Careggio il giorno dell'ordinazione episcopale e presa di possesso della diocesi di Chiavari, il 24 settembre 1995
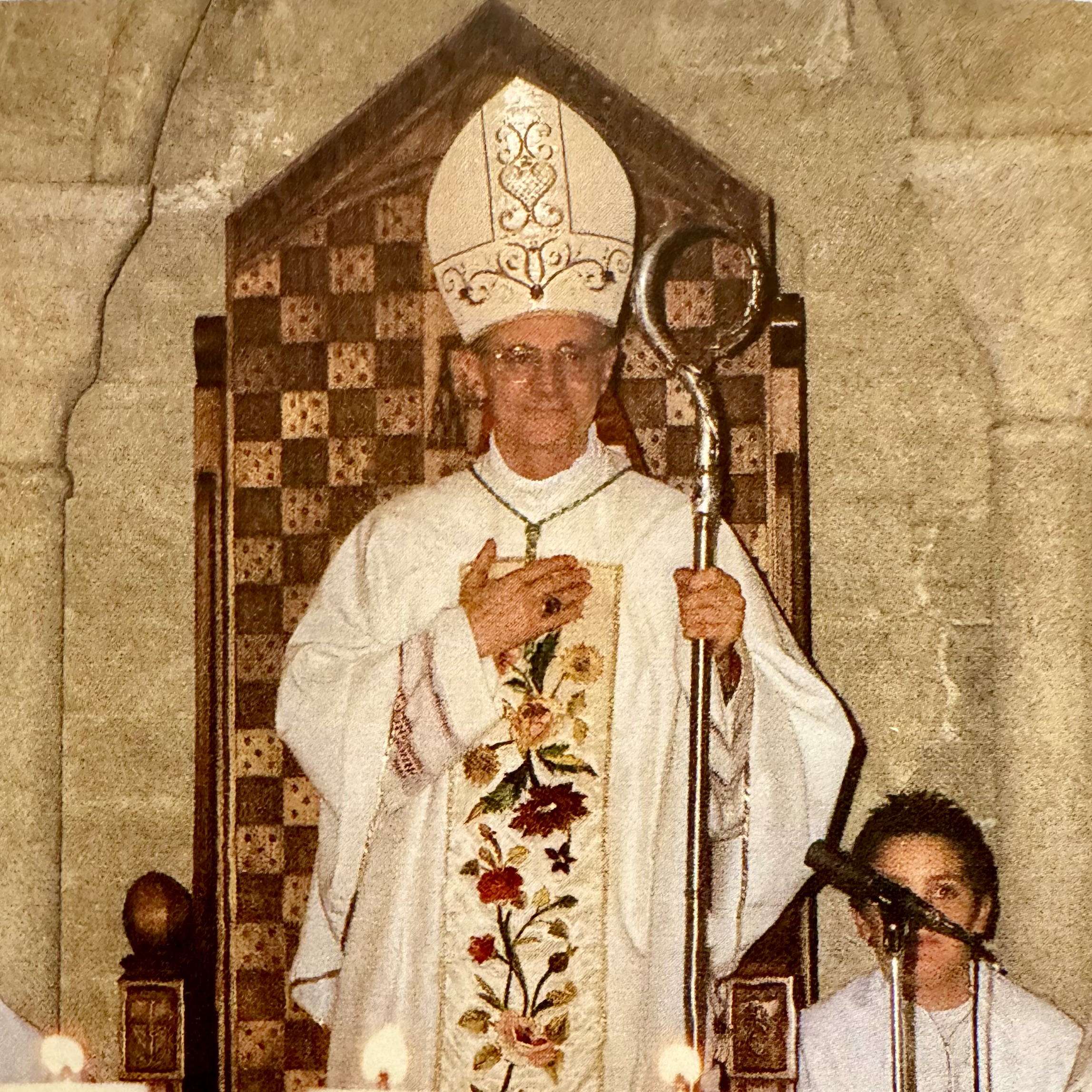
Mons. Alberto Maria Careggio il giorno dell'insediamento nella diocesi di Ventimiglia- San Remo, il 9 maggio 2004
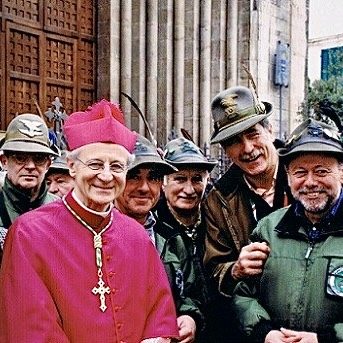
Mons. Alberto Maria Careggio con gli alpini davanti alla concattedrale di San Siro a Sanremo
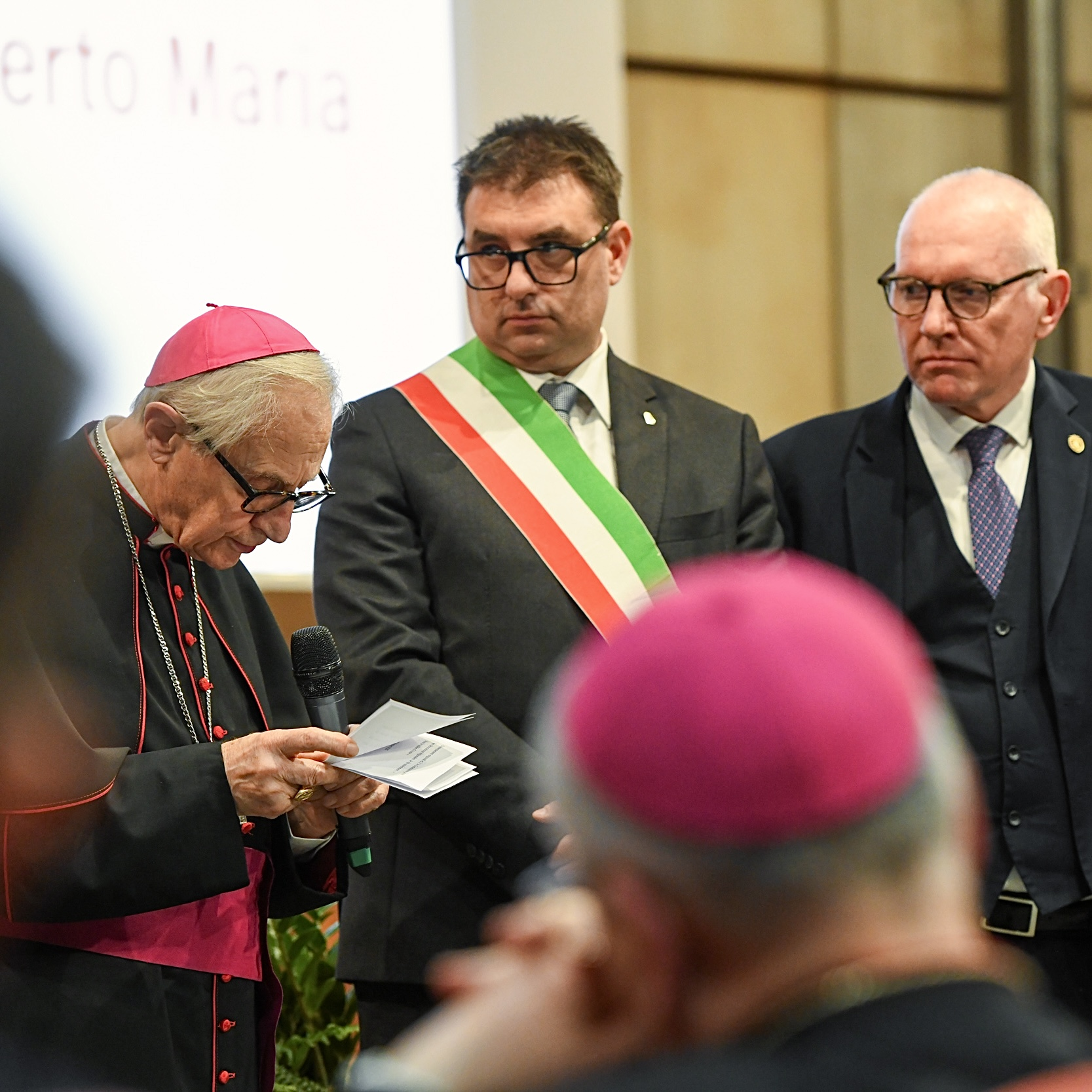
Mons. Alberto Maria Careggio riceve l'onorificenza regionale di Chevalier de l’Autonomie, il 23 febbraio 2025
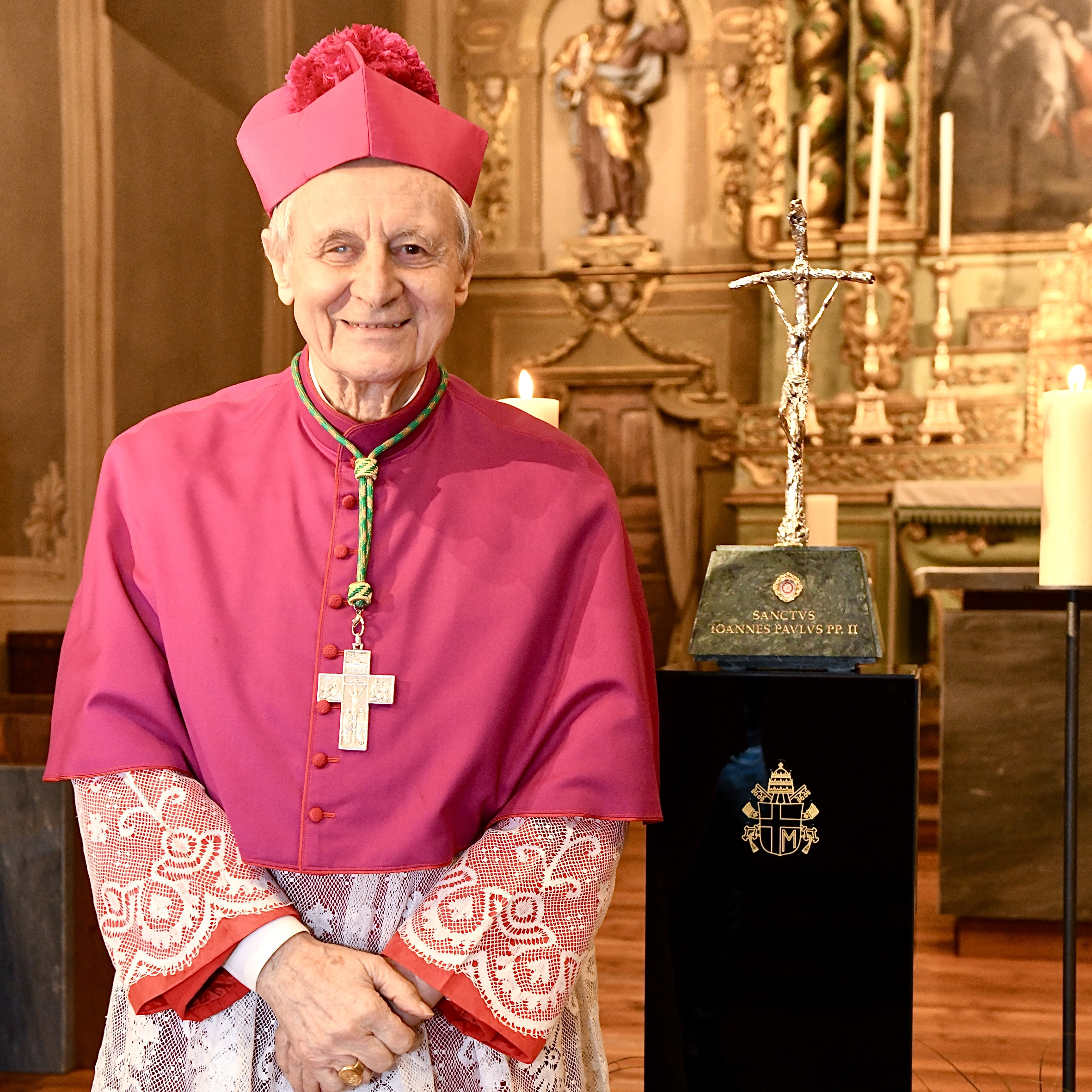
Mons. Alberto Maria Careggio accanto al reliquiario di san Giovanni Paolo II, del quale ha offerto la reliquia
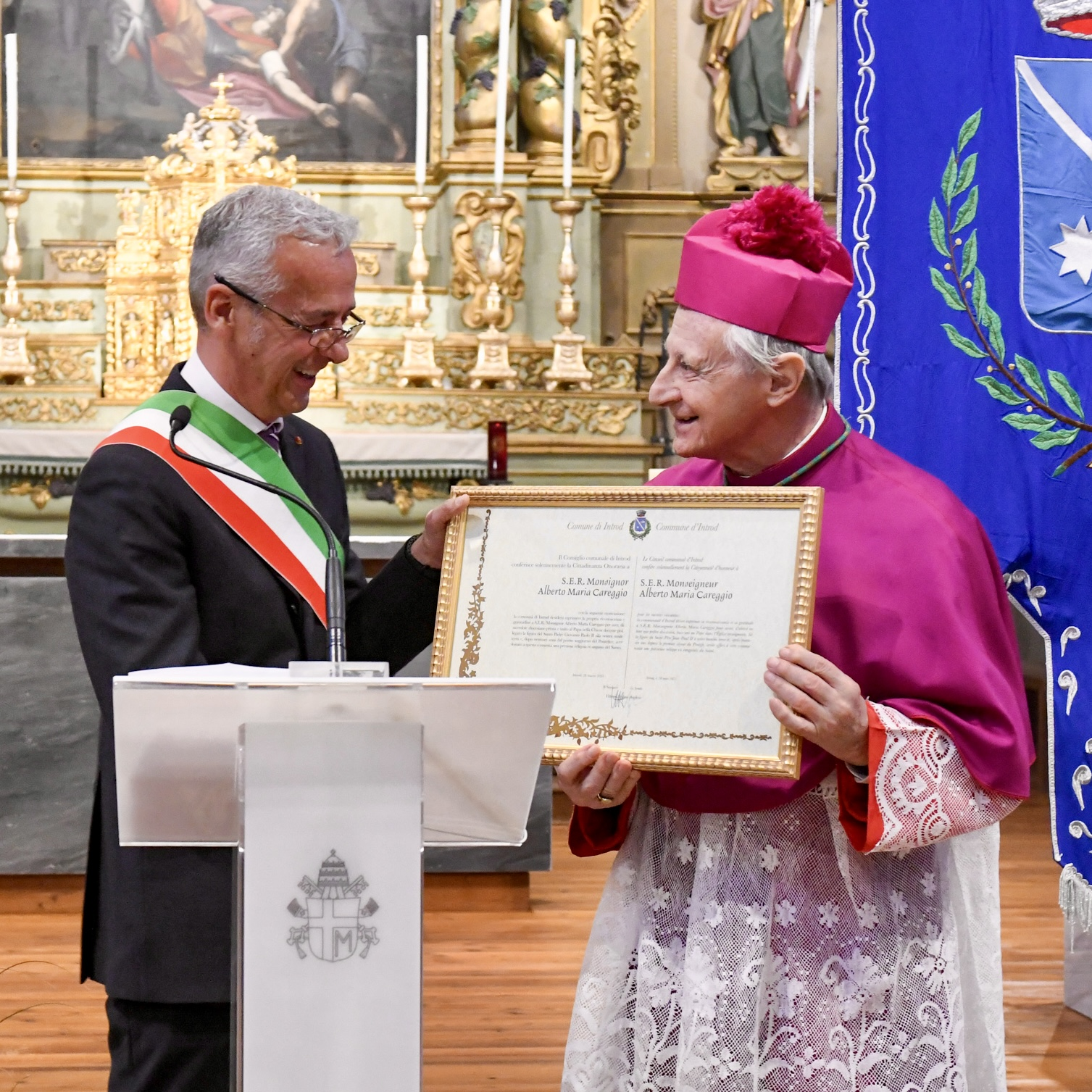
Mons. Alberto Maria Careggio riceve la cittadinanza onoraria di Introd, il 28 marzo 2025
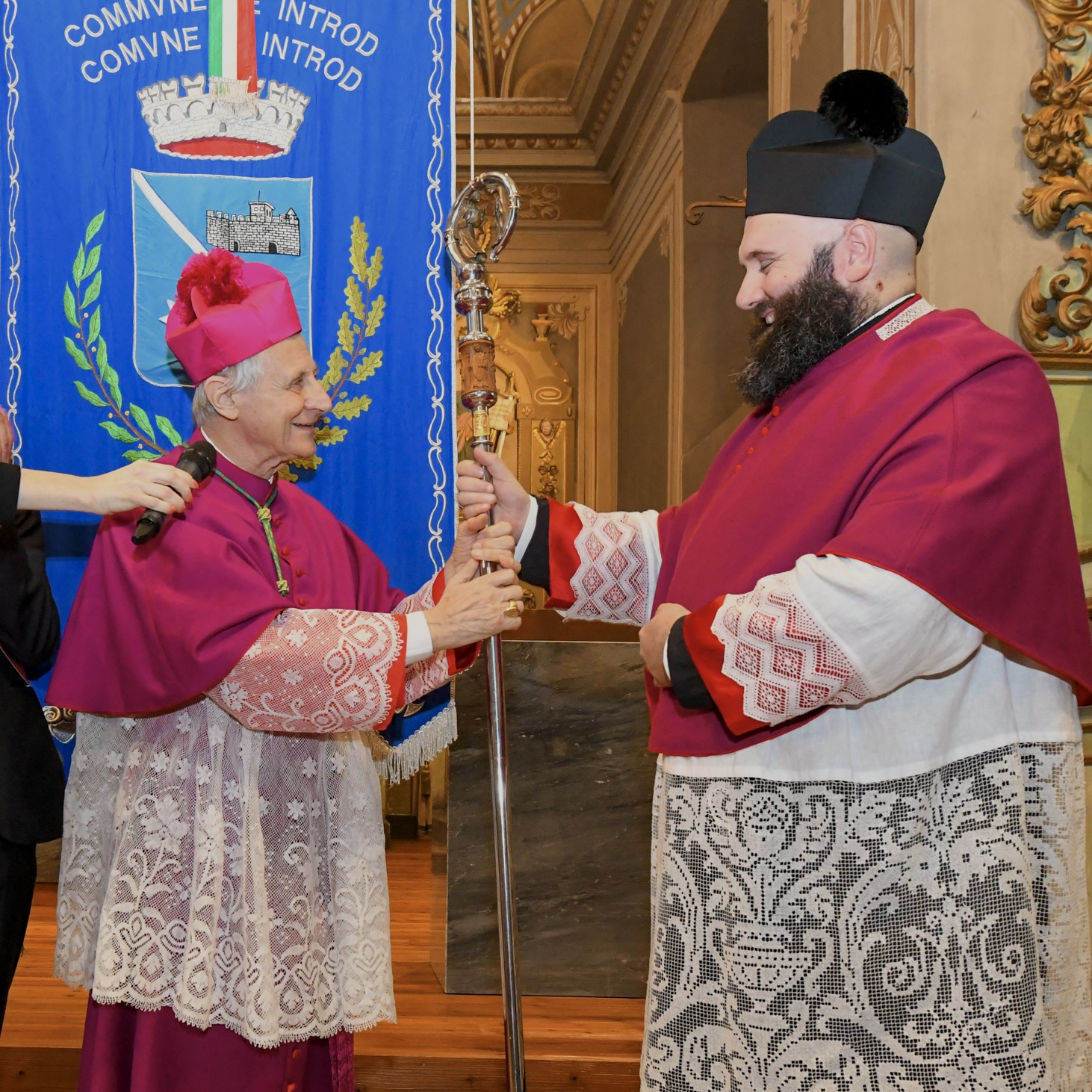
Mons. Alberto Maria Careggio consegna il suo pastorale al parroco di Introd, don Daniele Borbey
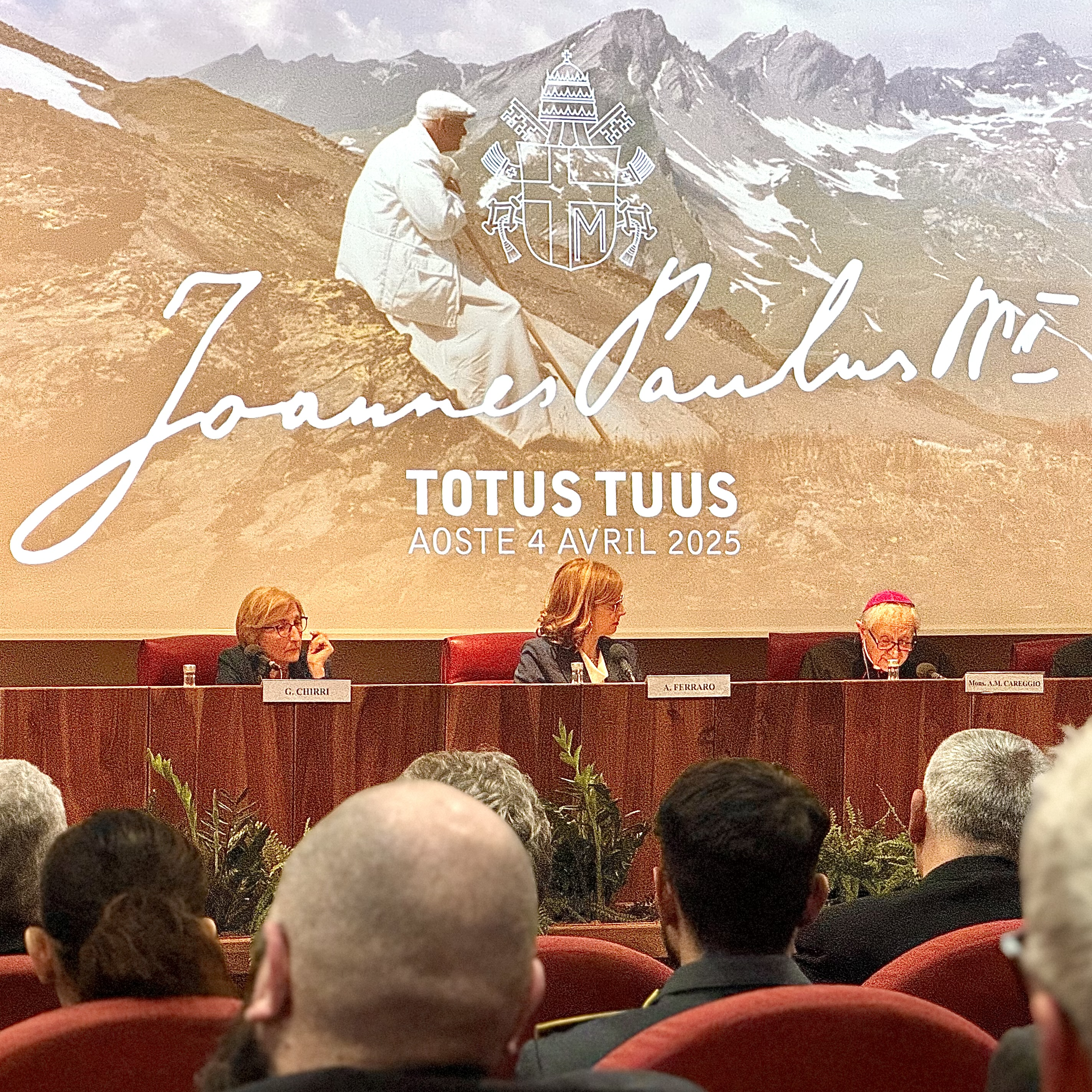
Mons. Alberto Maria Careggio relatore al convegno Totus Tuus ad Aosta, il 4 aprile 2025